# Médanos (Buenos Aires)
Médanos es una ciudad del extremo sudoeste de la provincia de Buenos Aires en la República Argentina. Es la cabecera del partido de Villarino. Inicialmente la sede del Partido estaba en "La Laguna de Aufracio", luego se trasladó a "Villarino Viejo" (en las inmediaciones de Cuatreros, cerca de la ciudad de Bahía Blanca) y a principios de siglo XX se desplazó definitivamente hacia Colonia Médanos.

## Datos

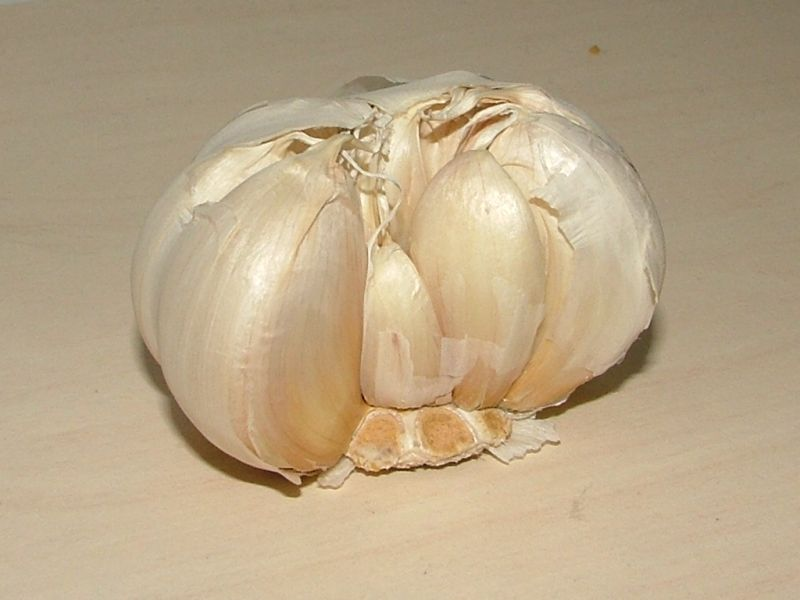
Cabeza de ajo. La zona de Médanos es reconocida por su producción de ajo.

Médanos es considerada la "capital nacional del ajo" y en la última década ha comenzado a producir vinos de Médanos de alta gama. 
A 4 km del centro se encuentra el Country Los Médanos, antiguamente Barrio Gas del Estado, donde funciona un complejo turístico termal y barrio cerrado.

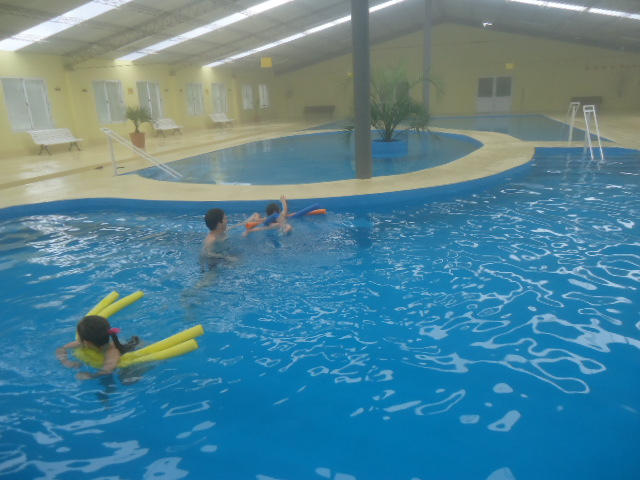
Piletas termales de Médanos.

Fue fundada el 13 de abril de 1897; fecha del decreto que autorizó la inauguración del ramal ferroviario y habilitación de la estación. Su nombre fue cedido por la típica geografía del lugar.
Médanos se encuentra a 732 km de la Ciudad de Buenos Aires, capital de la República.
Existen dos subáreas identificadas, Secano, Partido de Villarino  y el área bajo riego de las hemicuencas Partidos: Villarino y Patagones.
Médanos es considerada la capital nacional del ajo y anualmente organiza la "Fiesta Nacional del Ajo" en el mes de noviembre. Las festividades se desarrollan a lo largo de un fin de semana e incluyen recitales, bailes populares y una misa de acción de gracias.

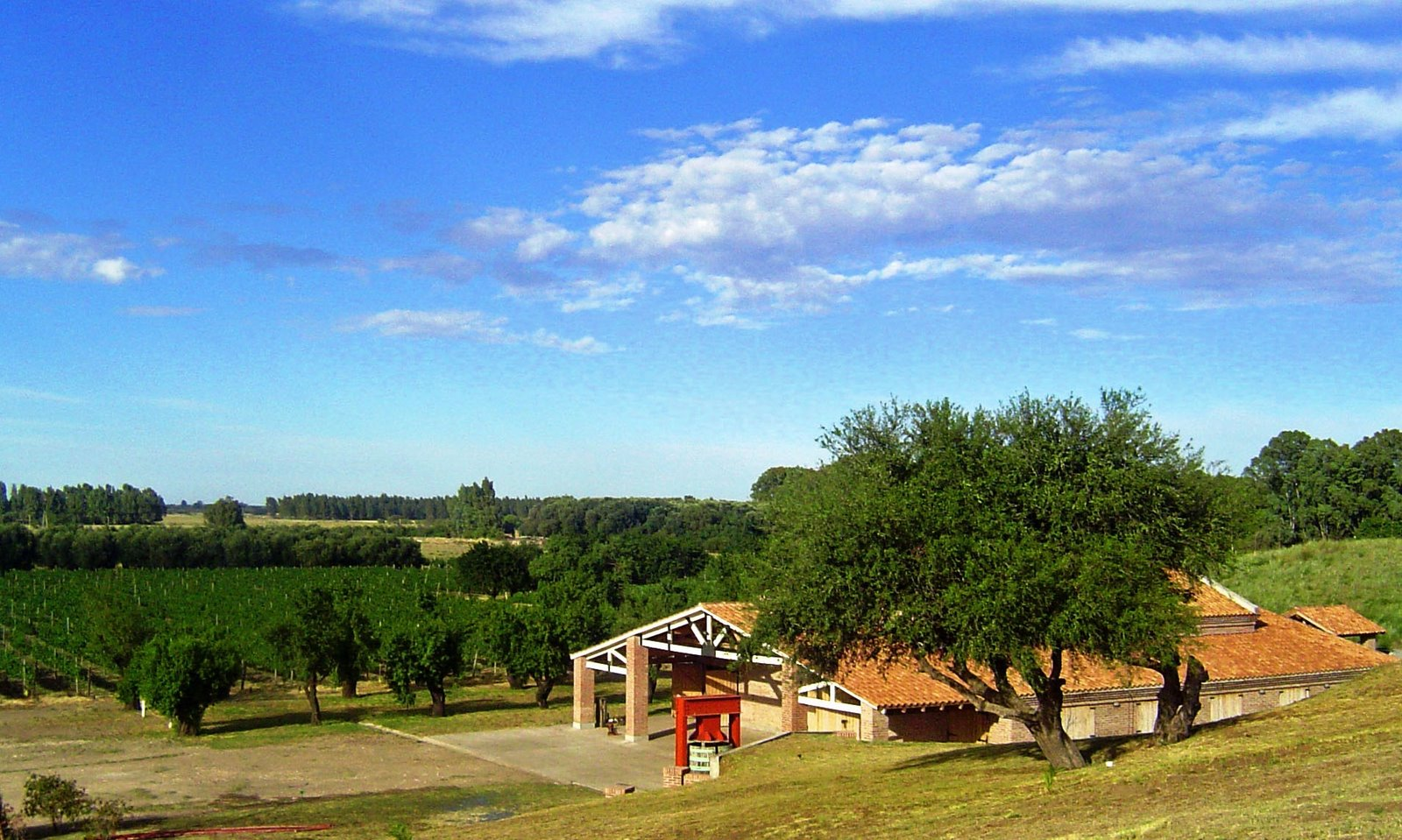
Al Este Bodega y Viñedos en Médanos.

Médanos tiene viñedos que han sido los primeros en producir vinos de alta gama en la provincia de Buenos Aires. 
Este terroir, al este de las regiones vitivinícolas tradicionales, tiene grandes aptitudes para el cultivo de la vid especialmente malbec, cabernet sauvignon, tannat, sauvignon blanc y chardonnay.
El Instituto Nacional de Tecnología Agropecuaria es la Agencia de Extensión Rural Médanos.
El área geográfica de la Estación Experimental Agropecuaria INTA Hilario Ascasubi comprende a los Partidos de Villarino (al norte) y Patagones (al sur), ambos en el extremo sur de la Provincia de Buenos Aires.

## Población
Cuenta con 7283 habitantes (Indec, 2020), lo que representa un incremento del 3,8% frente a los 5,245 habitantes (Indec, 2001) del censo anterior.
| Gráfica de evolución demográfica de Médanos entre 1960 y 2010 |
|                                                               |
| Fuentes: INDEC                                                |

## Principales actividades económicas
Médanos es un centro urbano relacionado con la actividad de servicios gubernamentales, comercio y la actividad agropecuaria, además de la Minera (extracción de arenas y sal) de las Salinas Grandes y el turismo. Contando con dos explotaciones (Tresal y La Aurora) que la procesan para uso industrial y consumo humano, actualmente se encuentra en desarrollo la industria de energía renovable, principalmente energía eólica. Asimismo, desde hace más de dos décadas, Médanos viene ganando reputación como una de las principales zonas vitivinícolas del país, siendo la única región vitivinícola de Argentina dedicada a vinos de alta gama que tiene proximidad al Océano Atlántico.

## Templos religiosos
- Iglesia católica:

Médanos posee varias parroquias de la Iglesia católica
| Arquidiócesis | Bahía Blanca             |
| ------------- | ------------------------ |
| Parroquia     | Sagrado Corazón de Jesús |

- Judaísmo:

La localidad también cuenta con una sinagoga, declarada Monumento Histórico Provincial, legado de aquellos primeros colonos judíos llegados a Médanos a principios de siglo XX.